# Setagrotis radiola
Setagrotis radiola är en fjärilsart som beskrevs av George Francis Hampson 1903. Setagrotis radiola ingår i släktet Setagrotis och familjen nattflyn. Inga underarter finns listade i Catalogue of Life.